# Angela McLean

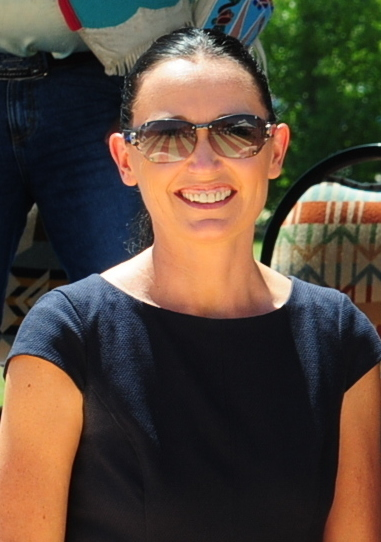
Angela McLean (2015)

Angela McLean (* 19. August 1970 in Twin Bridges, Madison County, Montana) ist eine US-amerikanische Politikerin. Zwischen  2014 und 2016 war sie Vizegouverneurin des Bundesstaates Montana.

## Werdegang
Angela McLean absolvierte die Twin Bridges High School und studierte danach an der University of Montana Western in Dillon und an der University of Montana in Missoula. Danach schlug sie eine Laufbahn im Schuldienst ein. An der Anconada High School unterrichtete sie die Fächer Amerikanische Geschichte und Regierungsverwaltung. Außerdem wurde sie Professorin an der Montana Tech in Butte. Politisch schloss sie sich der Demokratischen Partei an. Zwischen 2012 und 2014 war sie Vorsitzende des Montana University System. Außerdem saß sie im Bildungsausschuss ihres Staates.
Nach dem Rücktritt von Vizegouverneur John Walsh, der in den US-Senat wechselte, wurde McLean von Gouverneur Steve Bullock zu dessen Nachfolgerin ernannt. Dieses Amt bekleidet sie seit dem 17. Februar 2014. Dabei war sie Stellvertreterin des Gouverneurs. Nach Judy Martz war sie die zweite Frau, die dieses Amt in Montana innehatte. Im November 2015 kündigte sie ihren Rücktritt an. Dieser sollte am Tag der Ernennung eines Nachfolgers wirksam werden. Am 3. Januar 2016 wurde mit Mike Cooney ihr Nachfolger ernannt, und damit ihr Rücktritt wirksam. Anschließend übernahm sie die Stelle einer Direktorin bei der Staatsbehörde Commissioner of Higher Education.
Sie ist verheiratet und Mutter von zwei Kindern.